# کلود ویلیام جیکوب
کلود ویلیام جیکوب (انگلیسی: Claud Jacob; ۲۱ نوامبر ۱۸۶۳ – ۲ ژوئن ۱۹۴۸) فرمانده نظامی اهل بریتانیا بود. وی برندهٔ جوایزی همچون نشان خدمات برجسته (ارتش آمریکا)، نشان حمام و لژیون دونور (افسر بزرگ) شده‌است.